# 慈雲寺 (知多市)
慈雲寺（じうんじ）は、愛知県知多市にある臨済宗妙心寺派の寺院。山号は白華山。知多四国霊場第72番・知多西国三十三所霊場第19番札所。

## 由緒
1350年（観応元年）、宮山城主であった一色範光が夢窓疎石を開山として創建した。境内には範光の墓もある。南北朝時代、北朝の足利尊氏と南朝の後醍醐天皇の双方からの庇護を受けた。
承応4年（1655年）の火災で本堂や宝物が焼失したが、万治3年（1660年）には寺尾直龍によって本堂が再建された。江戸時代後期に編纂された地誌『尾張名所図会』にも慈雲寺が描かれている。
2006年（平成18年）には現在の本堂が竣工した。

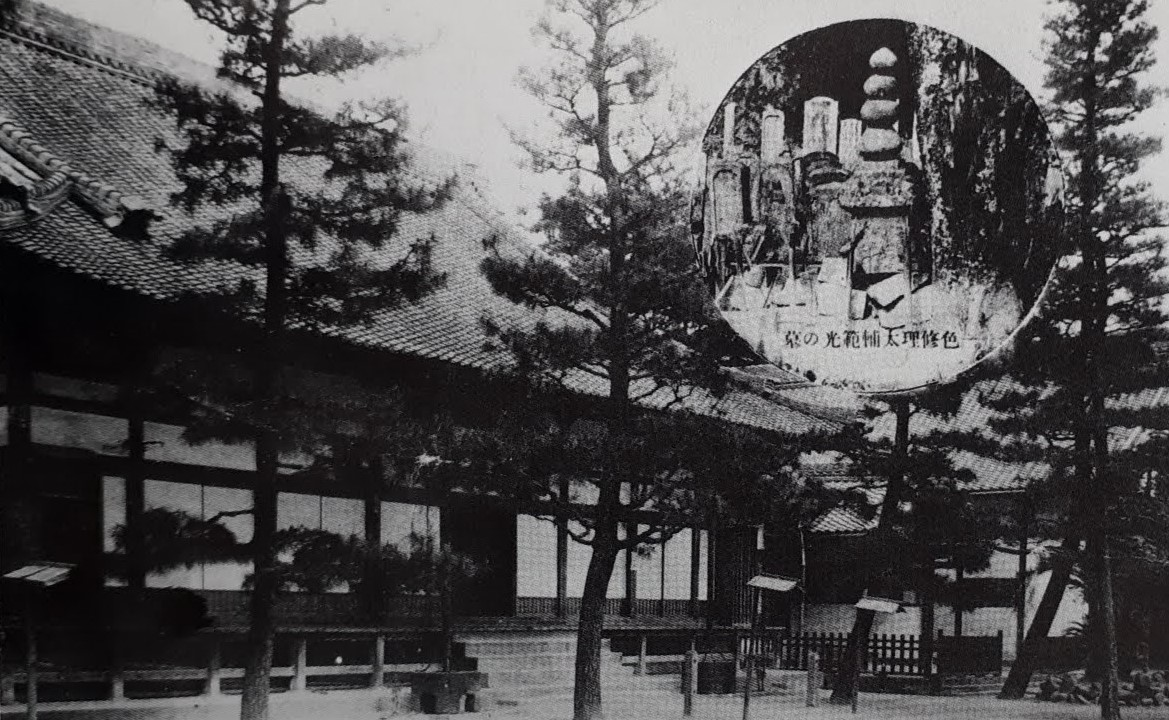
戦前の本堂

## 境内
- 本堂（客殿） - 2006年（平成18年）竣工。
- 観音堂 - 万治3年（1660年）に本堂として竣工。岡田地区最古の建造物。
- 大師堂
- 山門
- 手水舎
- 墓地 - 一色範光の墓がある。

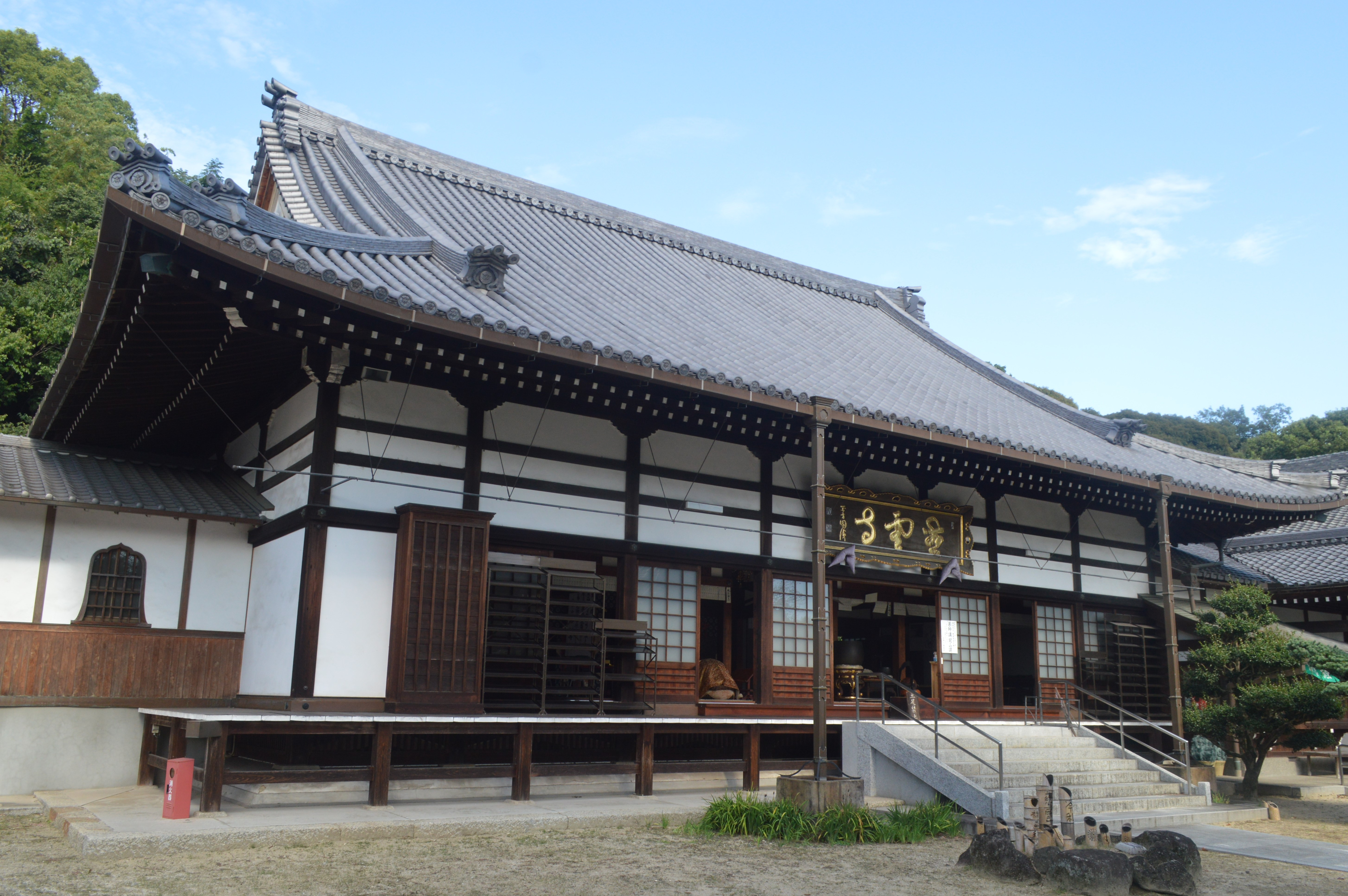
本堂
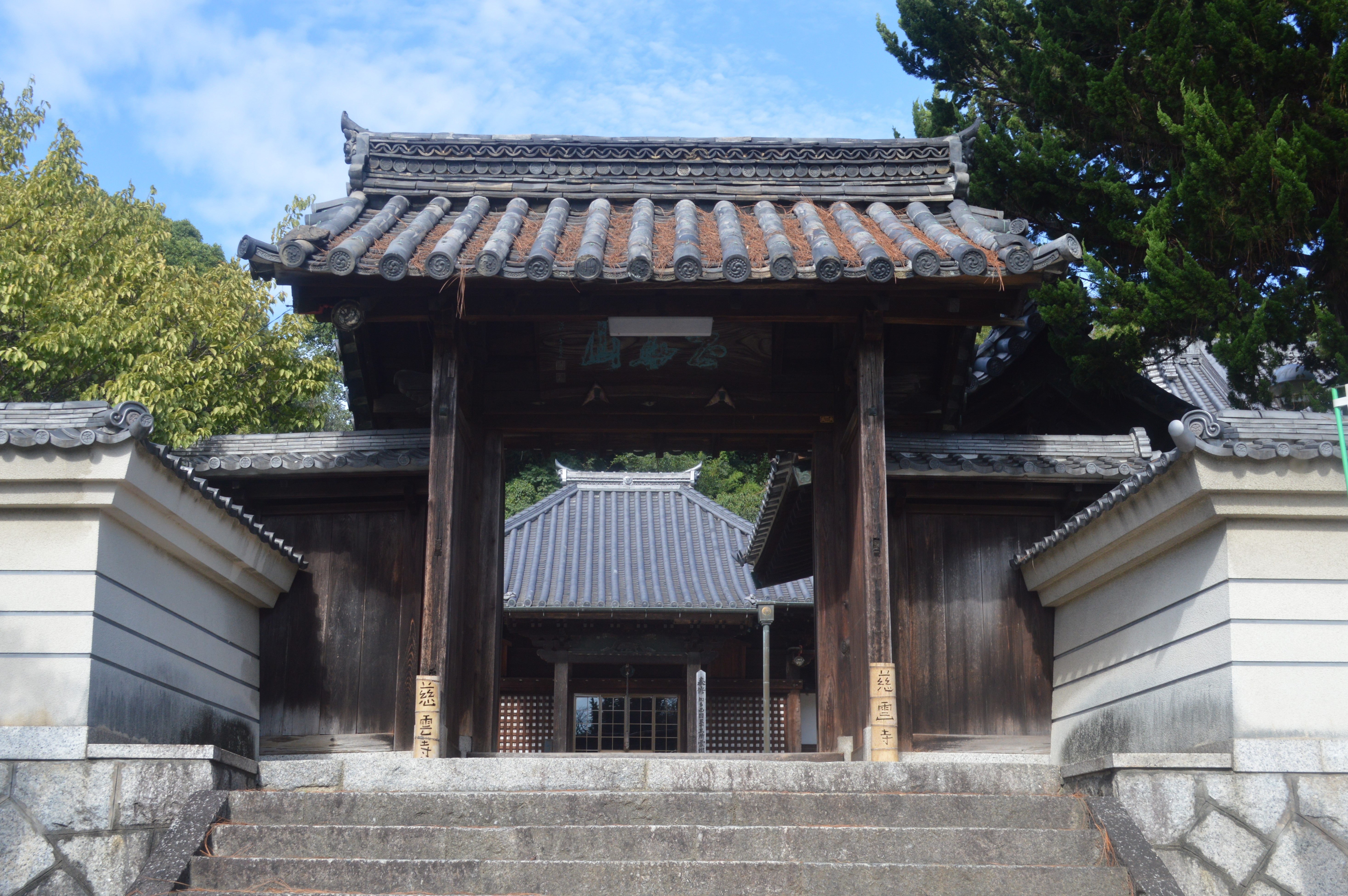
山門
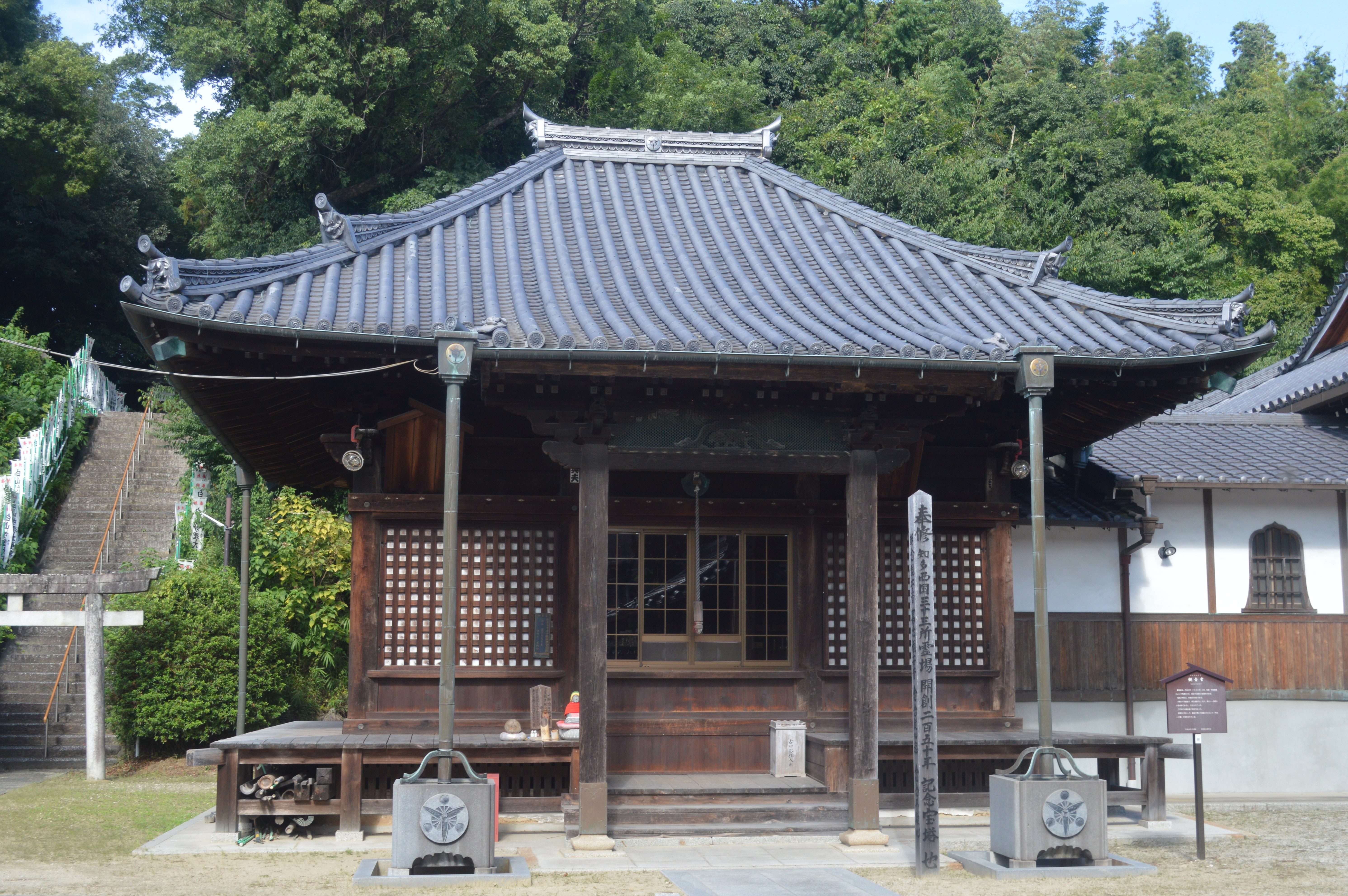
観音堂
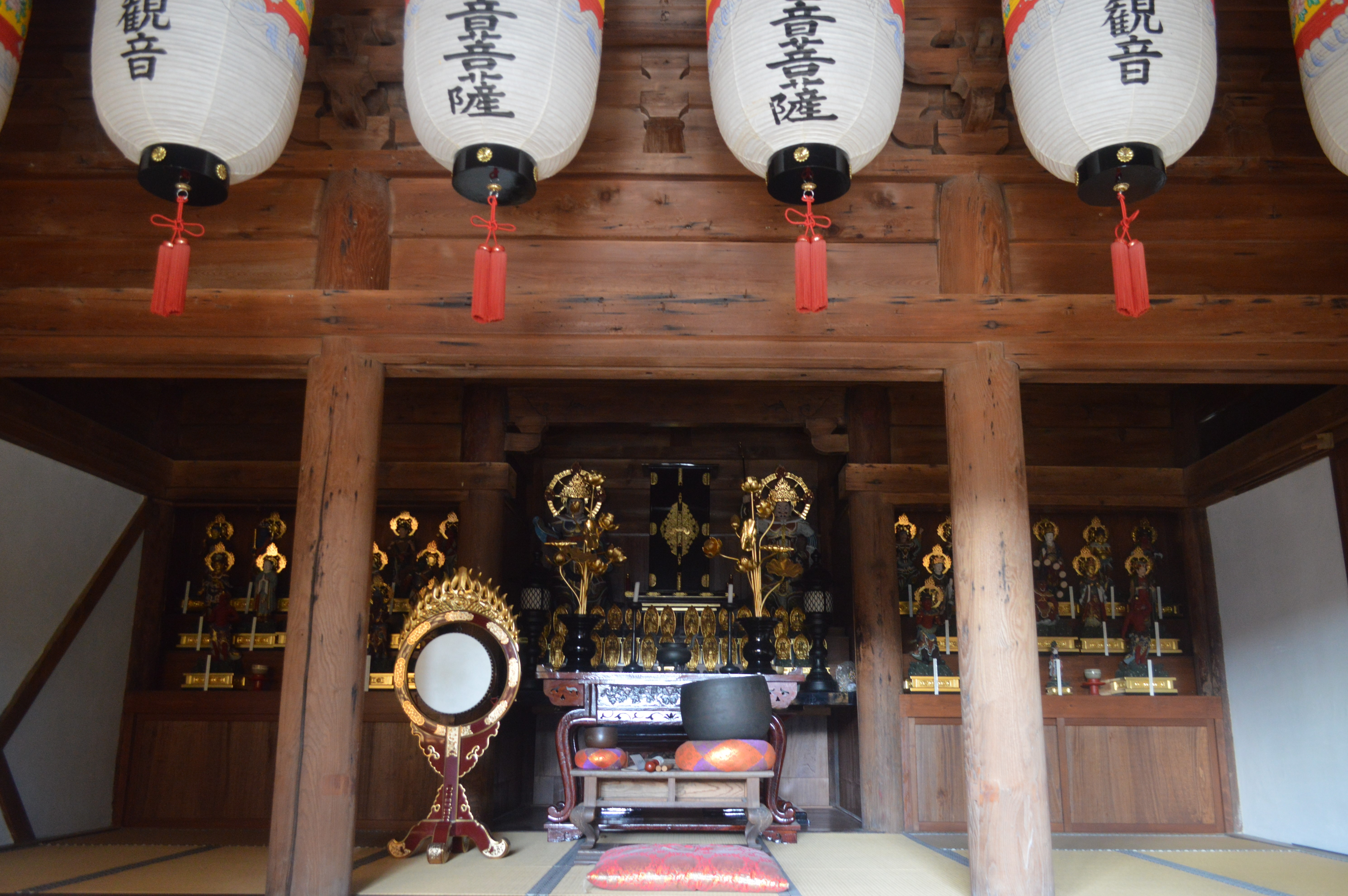
観音堂の内陣
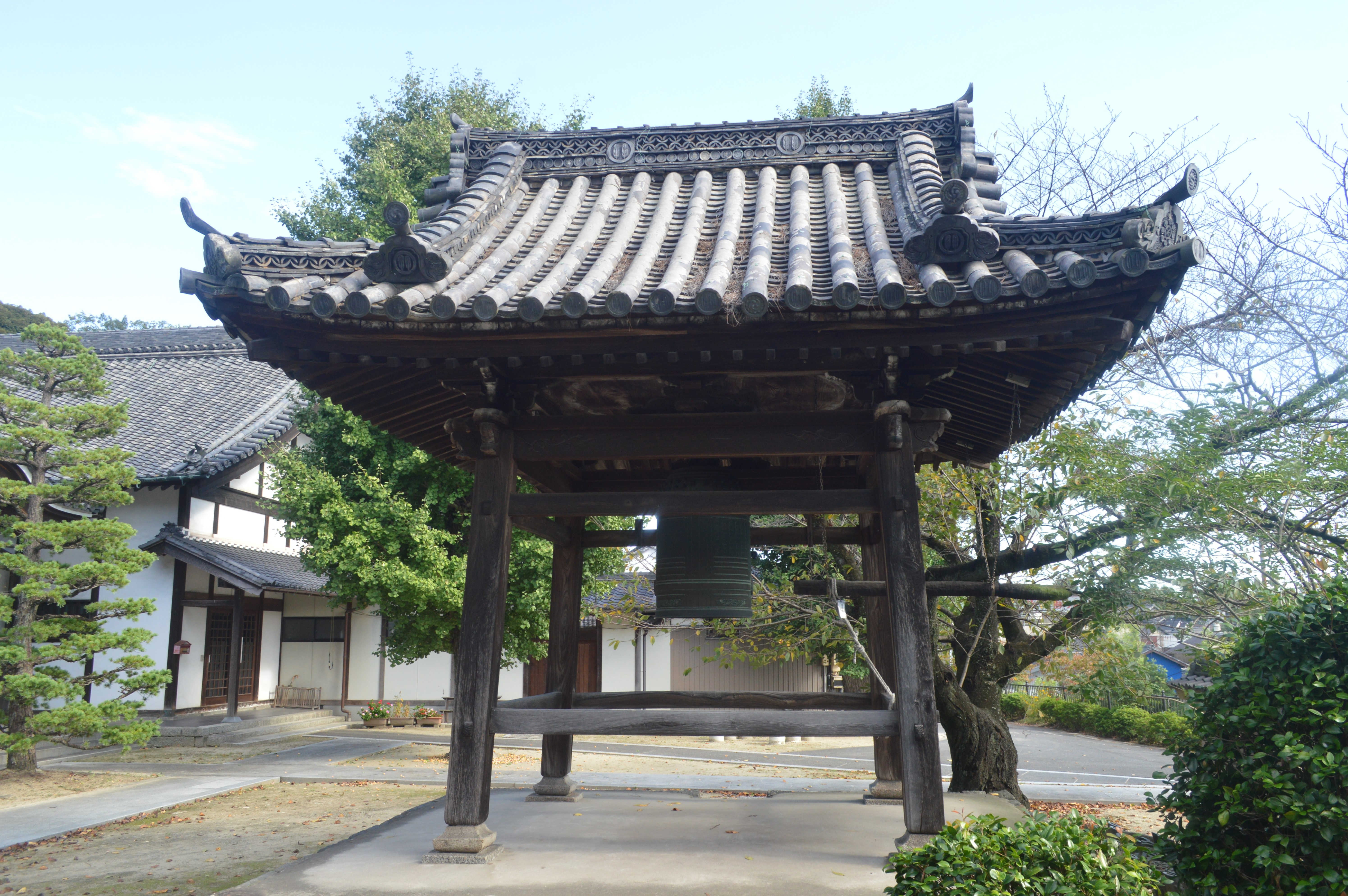
鐘楼
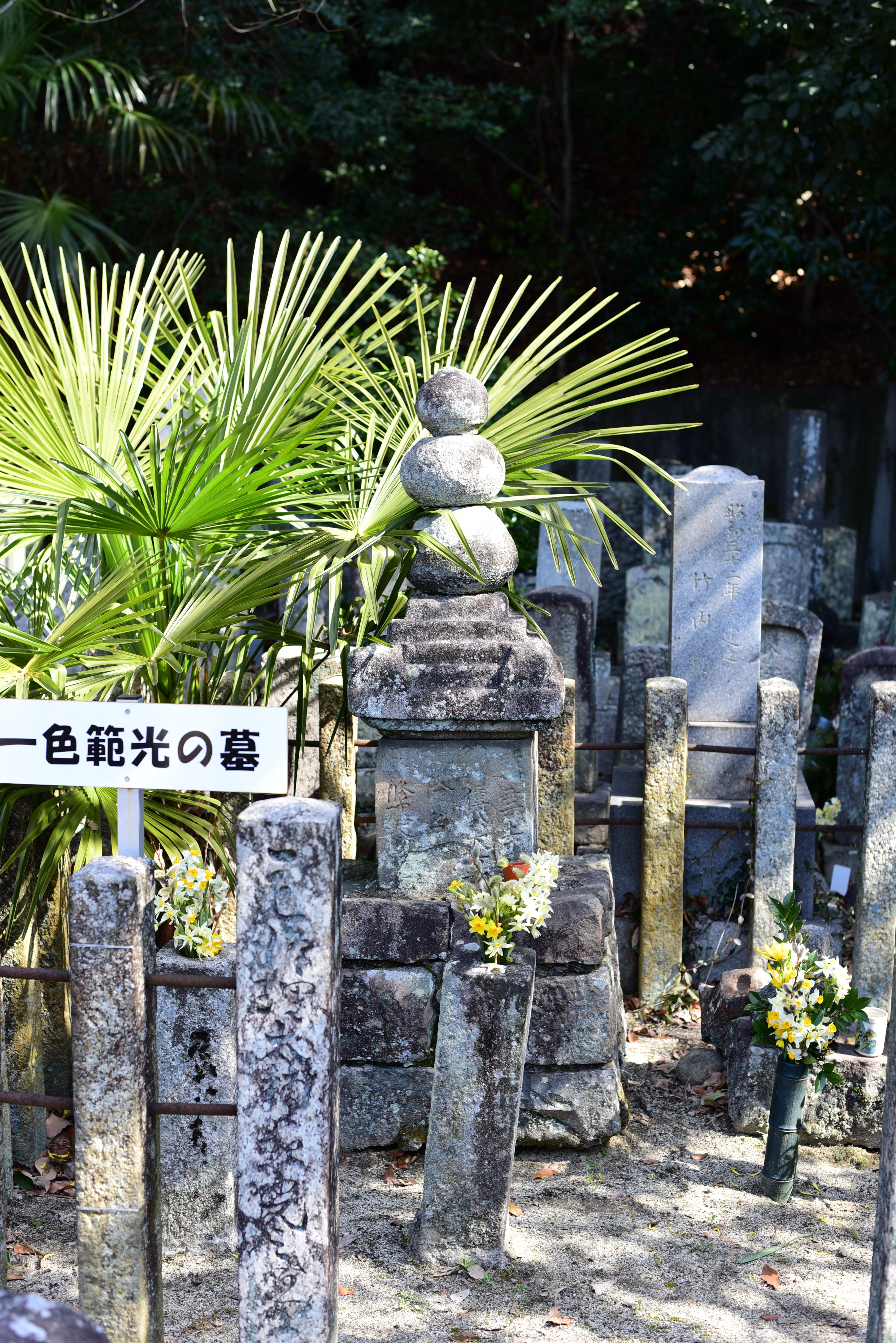
一色範光の墓

## 祭礼

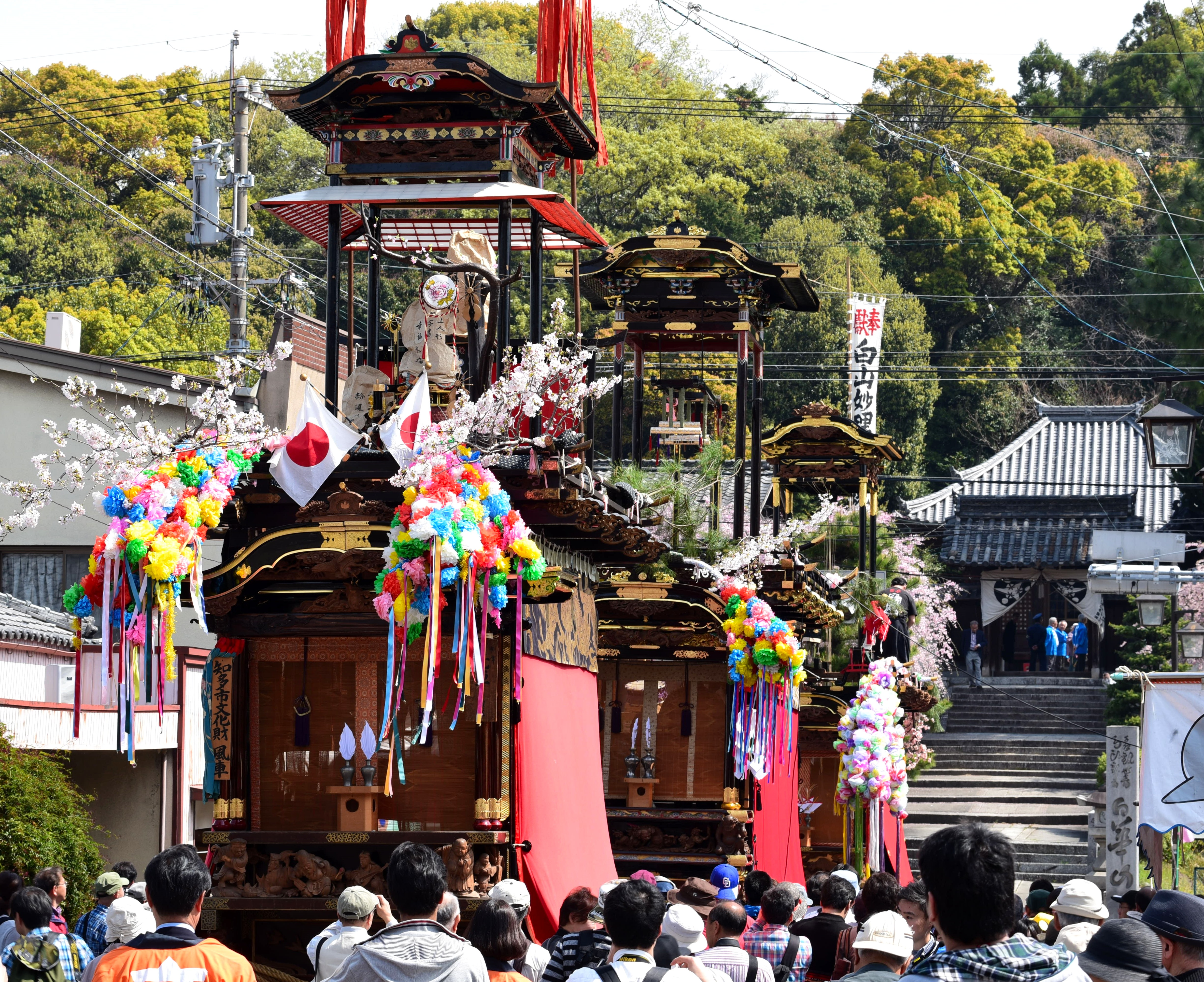
慈雲寺前に集結する岡田春祭りの山車

毎年4月に行われる岡田春祭りの際には、慈雲寺の前に3台の山車が集結する。